# Miburi
Miburi（ミブリ）は、ヤマハが1995年に発売した電子楽器。名前の由来のとおり、演奏者が身振り手振りすることにより演奏できることが特徴である。

## 機能
各種センサ、スピーカーユニット、センサを組み込むウェア（ジャケット）から構成されている。演奏者の指、手首、肘、肩、足にセンサをつけることで、演奏者の体の動きやステップに応じた演奏を実現した。
グリップセンサを利用して指で音階を表現する「S3」と後発のリズムを表現する「R3」のモデルがある。
演奏中は、ロボットダンスを踊っているような動きになる。

## 経過
短期間で販売中止となった。
1996年、グッドデザイン賞（グッドデザイン・インターフェイス賞）を受賞した。

## Miburiを使用する演奏者
- 大久保宙
- 坂本龍一
- 平沢進
- P-MODEL
- 菅沼孝三

また実在の人物ではないが、ヤマハの技術提供（Miburiの技術とは関係はない）による株式会社インターネットの音声合成ソフトウエア「がくっぽいど」のイメージキャラクター神威がくぽが持つ刀「楽刀『美振』」の名前はmiburiが由来となっている。